# Karangdowo (Karangdowo)
Karangdowo is een bestuurslaag in het regentschap Klaten van de provincie Midden-Java, Indonesië. Karangdowo telt 2006 inwoners (volkstelling 2010).